# Michael S. Waterman
Michael S. Waterman (* 28. Juni 1942 in Coquille, Oregon) ist ein US-amerikanischer Pionier der Bioinformatik.

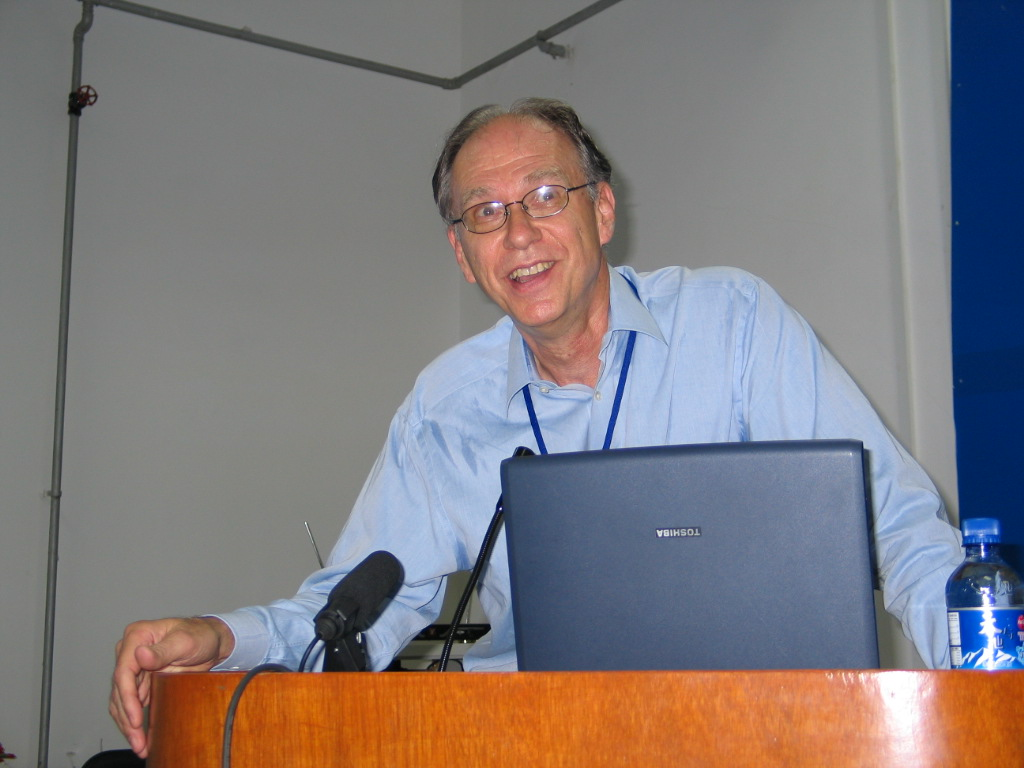
Michael Waterman

Waterman wuchs in Bandon (Oregon) auf und studierte Mathematik an der Oregon State University mit dem Bachelorabschluss 1964 und Masterabschluss (MS) 1966. 1968 machte er seinen Masterabschluss (MA)  an der Michigan State University, wo er 1969 bei John Kinney in Wahrscheinlichkeitstheorie promoviert wurde (Some ergodic properties of Multi-Dimensional F-Expansions). Er studierte statistische Eigenschaften der Iteration von Funktionen mit dem Computer, was auch zu ersten Einladungen an das Los Alamos National Laboratory führte. In Los Alamos traf er auch Temple Smith, der ihn zur Bioinformatik führte. Unter dem Leiter des Labors Charles DeLisi entwickelten sie Algorithmen für Sequenzalignment und RNA-Faltung. Ab 1969 war er Assistant Professor und später Associate Professor an der University of Idaho. 1975 bis 1981 war er an den Los Alamos National Laboratories. 1979/80 war er Gastprofessor an der Universität Hawaii und 1982 an der Medical School der University of California, San Francisco. Ab 1982 war er  Professor für Biologie, Mathematik und Informatik an der University of Southern California.
Waterman ist für einige der grundlegenden bei der Genomsequenzierung benutzten Algorithmen verantwortlich. 1981 entwickelte er mit Temple F. Smith den Smith-Waterman-Algorithmus zum Sequenzvergleich. 1988 veröffentlichte er mit Eric Lander eine grundlegende Arbeit über die Theorie der Sequenzierung, die weite Anwendung zum Beispiel im Human Genome Project fand. Mitte der 1980er Jahre war er auch mit Gary Stormo und anderen ein Pionier in der Entwicklung von Algorithmen, die Muster (Motive) in der DNA suchen.
Daneben befasste er sich auch mit Ergodentheorie und Algorithmischer Zahlentheorie.
2002 erhielt er den Gairdner Foundation International Award. 1995 war er Guggenheim Fellow. Er ist Fellow der American Association for the Advancement of Science (1990) und der Society for Industrial and Applied Mathematics (2009). Er ist Mitglied der National Academy of Sciences (2001), der American Academy of Arts and Sciences (1995) und der National Academy of Engineering (2012). 2005 wurde er Mitglied der Académie des sciences und 2013 der Chinesischen Akademie der Wissenschaften. Die Universität Tel Aviv verlieh ihm 2011 die Ehrendoktorwürde. Er ist Ehrendoktor der Süddänischen Universität (2013) und der Oregon State University (2024). Für 2015 wurde ihm der Dan-David-Preis zugesprochen.

## Schriften
- Introduction to computational biology, Chapman Hall 1995